# كوالالمبور الكبرى

كوالالمبور الكبرى في سلاغور

كوالالمبور الكبرى هو المصطلح الجغرافي الذي يحدد حدود إقليم كوالالمبور في ماليزيا. على الرغم من أن مصطلح "وادي كلاغ"، إلا أنه لا يزال هناك اختلاف بين الاثنين. تغطي المنطقة الحضرية 5194.72 كيلومتر مربع من الأرض.
قبل عام 1974، عندما كانت كوالالمبور لا تزال جزءًا من سلاغور، كانت منطقة كوالالمبور الكبرى تغطي ما يعرف اليوم بالولاية الاتحادية لكوالالمبور، وأمفغ، وكهوف باتو، وجومباك، وأولو كلاغ، و بيتالينغ جايا، وبوتشونجغ، وسونجاي بولوه.

## تعريفه
تقع كوالالمبور الكبرى على مقربة من تجمع النمو الوطني، الذي يمتد على وادي كلاغ، وغرب نكري سيمبيلن إلى الجنوب، والحدود الغربية الجبلية الطبوغرافية من فهغ إلى الشرق. تُعرف على أنها منطقة مغطاة بـ 14 بلدية محيطة بكوالالمبور، كل منها تحكمها السلطات المحلية:
وادي كلاغ (سلاغور والأراضي الفيدرالية في كوالالمبور وبوتراجاي)
- مجلس مدينة كوالالمبور
- بيربادانان بوتراجاي
- مجلس مدينة شاه عالم
- مجلس مدينة بيتالينغ جايا
- مجلس بلدية كلاغ
- مجلس بلدية كاجانغ
- مجلس مدينة سوبانغ جايا
- مجلس بلدية سيلايانغ
- مجلس بلدية أمفغ جايا
- مجلس بلدية كوالا لاغت
- مجلس بلدية سيبانغ